# Cartigny (Szwajcaria)
Cartigny – gmina (fr. commune; niem. Gemeinde) w Szwajcarii, w kantonie Genewa. 

## Demografia
W Cartigny mieszka 971 osób. W 2020 roku 21,3% populacji gminy stanowiły osoby urodzone poza Szwajcarią.

## Transport
Przez teren gminy przebiega droga główna nr 103.